# 차이나 미에빌

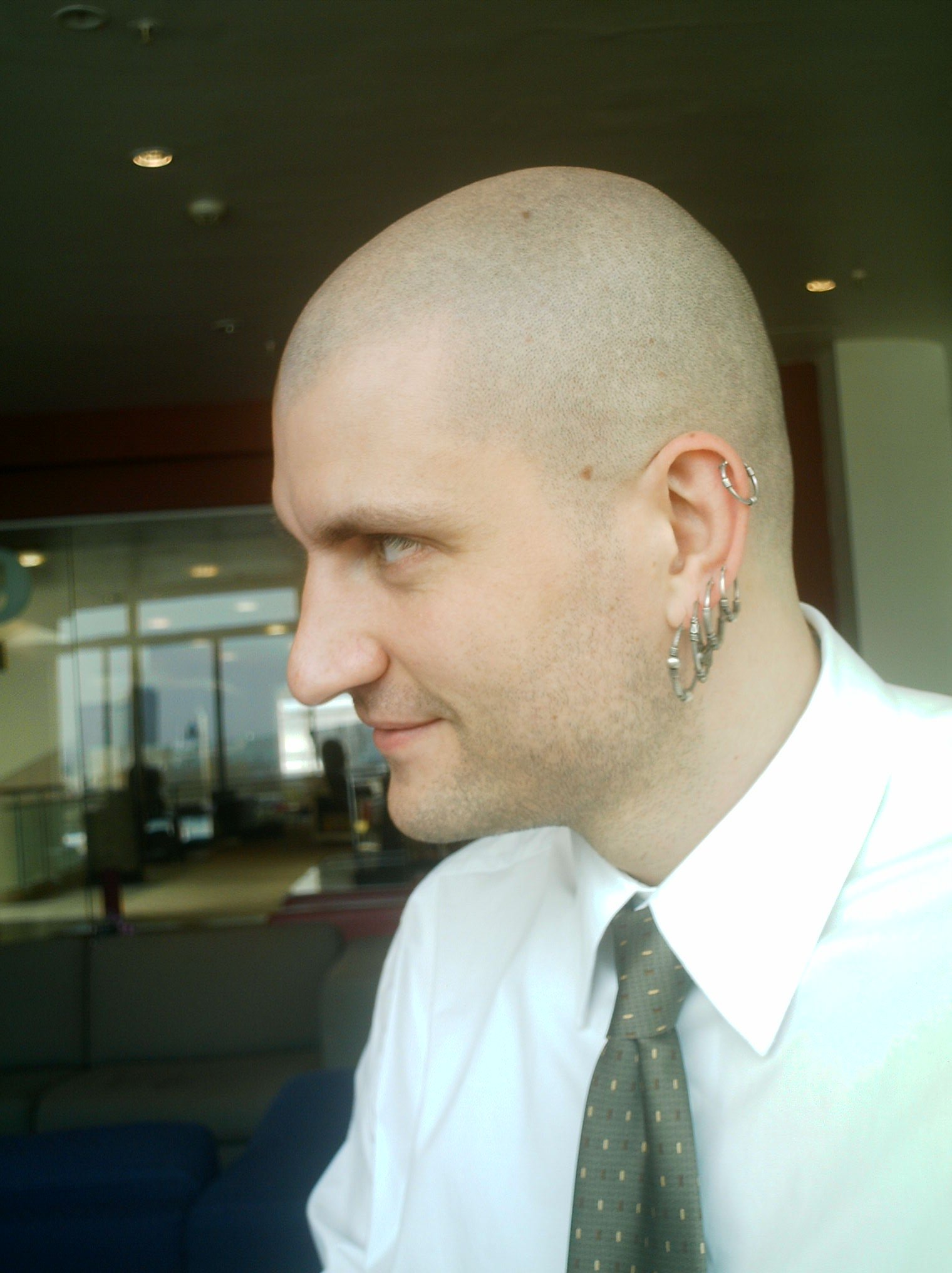
차이나 미에빌

차이나 톰 미에빌(China Tom Miéville, 1972년 9월 6일 ~ ,노위치 출생)은 영국의 "환상소설" 작가로, (H. P. 러브크래프트 같은 20세기 초반 펄프 잡지 작가들을 본따) 자신의 작품을 "weird fiction"이라고 지칭한다. 그는 환상소설을 톨킨 아류들이 추종하는 상업적인 장르의 클리셰로부터 의식적으로 분리시키려고 하는 신괴기(New Weird)라는 느슨하게 연결된 작가 집단의 일원이다. 한편 그는 사회주의노동자당(Socialist Workers Party)의 당원으로 활동하는 좌익 정치가로, 사회주의 연맹(Socialist Alliance)을 대표하여 하원에 출마했으며, 마르크스주의와 국제법에 관한 책을 출판하기도 했다.

## 유년기와 교육
미에빌은 런던 북서쪽 근교에 위치한 와일스덴에서 태어나 유년기를 시내에서 보냈다. 교사인 어머니, 여동생과 함께 살았는데 부모님은 그가 태어난 직후에 이혼했고, 그는 자기 아버지가 누군지 모른다고만 말했다. 그는 사립 오컴 스쿨을 졸업했다. 열여덟살 때였던 1990년, 그는 이집트에서 영어를 가르치며 1년 동안 거주했고, 거기서 아랍 문화와 중근동 정치에 관해 관심을 갖게 되었다. 미에빌은 1994년 캠브리지에서 문화인류학 학사학위를 취득했고, 2001년 말 런던 정경대학에서 탁월한 성적으로 국제학 석사 및 박사학위를 취득하였다. 또한 그는 하버드 대학교의 프랭크 낙스 장학생이기도 하다. 《대등한 권리: 국제법에 관한 마르크스주의 이론》이라는 제목의 그의 박사학위 논문은 2005년 영국의 브릴 출판사에서 "역사적 유물론" 시리즈로 출판되었고, 미국에서는 2006년 헤이마켓 북스에서 출판되었다.

## 정치적 성향
미에빌은 트로츠키주의자 조직인 영국 사회주의노동자당 당원으로, 전통적으로 노동당 지지 기반인 리전트 파크와 켄싱턴 노스 지역에서 사회주의 연맹 후보로 2001년 일반선거에 출마하였으나 아쉽게도 459표, 즉 1.2%를 득표하는 데 그쳤다. 그는 대학에서 역사와 정치적 사건을 설명하는 데 있어 포스트모더니즘과 페미니즘 이론의 한계를 절감하고 마르크스주의자가 되었다.
주요 정치학 저술인 《대등한 권리》에서, 미에빌은 러시아 마르크스주의자 에브게니 파쉬카니스의 법이론을 다듬어 국제법학자인 마이어스 맥두걸, 특히 마르티 코스케니미 같은 학자들의 비판적 법연구 운동으로부터 도출해낸 이론들과 접목시키면서 국제법 실제에 적용했다. 미에빌은, 추상적이며 형식적으로 동등한 주체간의 분쟁을 해결하는 법적 절차는, 사유재산에 대해 동등한 권리를 보유한 참가자들이라는 전제하에 일반적인 재화 교환을 다루는 자본주의 체제와 관련지어 설명할 수밖에 없다고 한다. 하지만, 대등한 교환 관계라는 것이 계급과 착취를 감추기 위한 것처럼, 법 앞에서의 평등은 폭력적인 권력관계를 감추기 위한 기만일 뿐이라고 그는 역설한다. 법은 구조적으로 불확정 상태이므로, 특정 사례에 적용하는 경우 해석은 언제나 권력의 문제로 환원되고, 결국 법적 분쟁에서 경쟁하는 파벌 중 힘이 더 강한 쪽이 법의 지지를 얻게 될 거라고 보았다. 그러므로 국제법은 이를 뒷받침하는 권력이 없음에도 어떤 의미에서는 진짜 법이나 마찬가지일뿐만 아니라, 국가가 영토 내에서 "사유재산권"을 행사하는 개인에 해당하는 국내법의 보다 단순한 형태로 볼 수도 있다고 한다. 이런 분석의 결과, 미에빌은 국제법이 국제사회의 기대에 부응할 수 있을 거란 생각에 회의적이다. 게다가 "법으로 인한 전쟁과 불평등을 시정하려는 노력은 유토피아적인 망상이 아닌 자기 방어일 뿐이다. 국제법을 둘러싼 세계는 제국주의적 폭력이 횡행하는 곳이 될 수밖에 없다. 우리를 둘러싼 혼돈과 폭력으로 가득 찬 세계는 바로 법치의 결과인 것이다"라고 결론짓고 있다.
미에빌은 레닌묘(Lenin's Tomb)라는 블로그에 차이나라는 이름으로 가끔씩 포스트를 게시하곤 한다.

## 문학적 영향
미에빌의 스타일은 20세기 초 잡지부터 지금의 텔레비전 드라마와 영화에 이르는 펄프 과학소설 및 다수의 환상소설과 공포소설 작가들로부터 영향을 받으면서 형성되었다. 그는 M. 존 해리슨, 마이클 더 라라베이티, 무어콕, 토머스 디시, 그리고 밸러드를 자신의 문학적 "영웅"으로 거명했으며, 러브크래프트, 머빈 피크, 그리고 진 울프로부터도 많은 영향을 받았다고 밝혔다. 그는 이언 싱클레어가 런던을 다루던 것처럼 자신의 작품을 통해 [가공의 도시] 뉴크로부존을 다루고 싶어한다고 밝혔다. 미에빌은 어렸을 때 던전 앤 드래곤 및 이와 유사한 롤플레잉 게임들을 하며 놀았으며, 《퍼디도 스트리트 정거장》(Perdido Street Station)에서 "돈과 경험만" 추구하는 등장인물들을 비롯하여 마법과 과학기술을 체계화하려는 경향 역시 여기서 영향을 받은 것이다. 드래곤 매거진 2007년도 2월호에는 던전 앤 드래곤 게임 규칙을 통해 그의 작품속 세계관을 분석해 보는 기사가 실리기도 했다.
미에빌은 환상소설을 톨킨의 영향으로부터 노골적으로 분리시키려고 하며, 톨킨의 영향하에 있는 환상소설을 비웃거나 대놓고 거스르곤 한다(예전에 그는 톨킨을 일컬어 "환상소설의 엉덩이에 난 종기"라고 한 적이 있다) 이런 경향은 마이클 더 라라베이티의 보러블 3부작에 빚지고 있는 듯한데, 미에빌은 이 책을 자신에게 가장 큰 영향을 미친 작품이라 밝혔고, 덕분에 2002년 재출간되었을 때 서문을 쓰기도 했다. 그의 서문은 결국 책에서 제외되었지만 라라베이티의 웹사이트에서 볼 수 있다. 장르에서 미에빌의 입지 역시 에세이 〈푸 서사시〉(Epic Pooh)를 쓴 무어콕에게 힘입은 바 커서, 미에빌은 톨킨을 흉내내는 환상소설에 대한 비판에서 어떤 작품을 깔아뭉개고 어떤 작품을 칭찬할 것인지 하는 판단의 근거로 그 에세이를 언급하기도 했다.
문학적 관점 못지않게 미에빌의 좌익 성향도 그의 작품속에서(특히 세 번째 바스락 소설인 《아이언 카운슬》에서) 두드러진다. 그는 정치와 글쓰기의 관계에 관한 컨벤션에 참석해서 우파 작가들에 맞서 열변을 토하곤 했다. 하지만 그는 말하기를, "난 환상소설이라는 발칙한 수단에 사악한 메시지를 몰래 끼워넣는 좌파가 아니다. 그저 과학소설과 환상소설에 미친 것뿐이다. 난 이런 소설들을 정말 좋아한다. 소설을 쓸 때는 일부러 정치적 관점을 반영하려고 하지는 않는다. 소설을 쓰는 이유는 괴물이나 기괴하고 무서운 이야기, 그리고 이상한 배경과 초현실적인 세계가 너무 좋고, 글을 쓰는 행위를 통해 그 속에서 호흡할 수 있기 때문이다. 다만 평소의 정치적 시각을 가진 채 작품에 접근하다보니, 내가 창조하고 있는 세계에 일상의 관심사들이 반영되는 것뿐이다... 난 이렇게 생각한다. '정말 멋진 세계를 만들어내서 이걸로 방대한 이야기를 할 수 있을 건데, 정치적인 관점을 부여하면 더욱 흥미로워지겠지. 제대로 되면 정말 근사할 거야. 하지만 실패한대도 그럴싸하지 않겠어?'하고."

## 수상 경력
- 첫 장편, 《쥐의 왕》(King Rat)은 국제공포소설가조합상과 브램 스토커 상 후보에 올랐다.
- 두 번째 장편, 《퍼디도 스트리트 정거장》(Perdido Street Station)은 2001년 아서 C. 클라크 상을 수상했고, 휴고상, 네뷸러상, 세계환상문학상 후보에 올랐다.
- 세 번째 장편, 《상흔》(The Scar)는 2003년 영국환상문학상을 수상했고, 휴고상, 아서 C. 클라크 상과 세계환상문학상 후보에 올랐다.
- 네 번째 장편, 《아이언 카운슬》은 2005년 아서 C. 클라크 상을 수상했고, 휴고상, 세계환상문학상 후보에 올랐다.
- 그의 단편 〈런던에서 일어난 어떤 일에 관한 보고서〉(Reports of Certain Events in London)(앤솔로지 McSweeney's Enchanted Chamber of Astonishing Stories에 수록)는 2005년도 세계환상문학상 후보에 올랐다.

## 작품목록

### 장편
- 쥐의 왕King Rat(1998)
- 퍼디도 스트리트 정거장Perdido Street Station(2000)
- 상흔The Scar(2002)
- 거울 뒤편The Tain(중편, 2002)
- 아이언 카운슬Iron Council(2004)
- 언런던Un Lun Dun(2007)
- 이중 도시The city & the city(2009)

### 단편
- "Highway Sixty One Revisited" (in Young Words, 1986)
- "Looking for Jake" (in Neonlit Vol. 1, edited by Nicholas Royle, 1999)
- "Different Skies" (in Brit-pulp!, edited by Tony White, 1999)
- "An End to Hunger" (in Book of Internet Stories, edited by Maxim Jakubowski, 2000)
- "Details" (in The Children of Cthulhu, edited by John Pelan and Benjamin Adams, 2002)
- "Familiar" (in Conjunctions: 39, The New Wave Fabulists, edited by Peter Straub, 2002)
- "Buscard's Murrain" (in The Thackery T. Lambshead Pocket Guide to Eccentric & Discredited Diseases, edited by Jeff VanderMeer and Mark Roberts, 2003)
- "Reports of Certain Events in London" (in McSweeney's Enchanted Chamber of Astonishing Stories, edited by Michael Chabon, 2004)

### 중단편집
- 제이크를 찾아서Looking for Jake (collection, 2005)

### 논픽션
- Between Equal Rights: A Marxist Theory of International Law (nonfiction, 2005)
- "At the Mountains of Madness": An Introduction, 2005
- "The Borribles": An Introduction, 2001